# Coal Terminal Trans
Coal Terminal Trans AS, CTT – estoński przewoźnik kolejowy.
Firma powstała w 2006 roku. Specjalizuje się w przewozach towarowych węgla kamiennego oraz paliw płynnych do morskich terminali przeładunkowych w okolicach Tallinna.
Tabor trakcyjny spółki stanowią lokomotywy spalinowe 2TE116.